# Хаттуарии

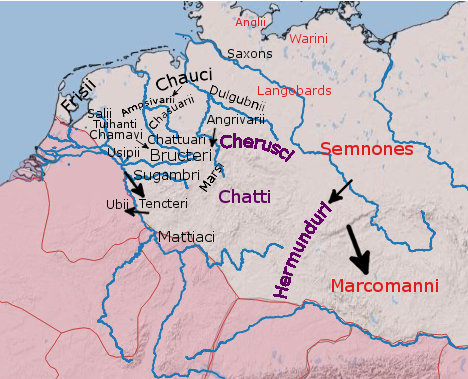
Примерное положение некоторых германских народов, о которых сообщают греко-римские авторы в I веке.

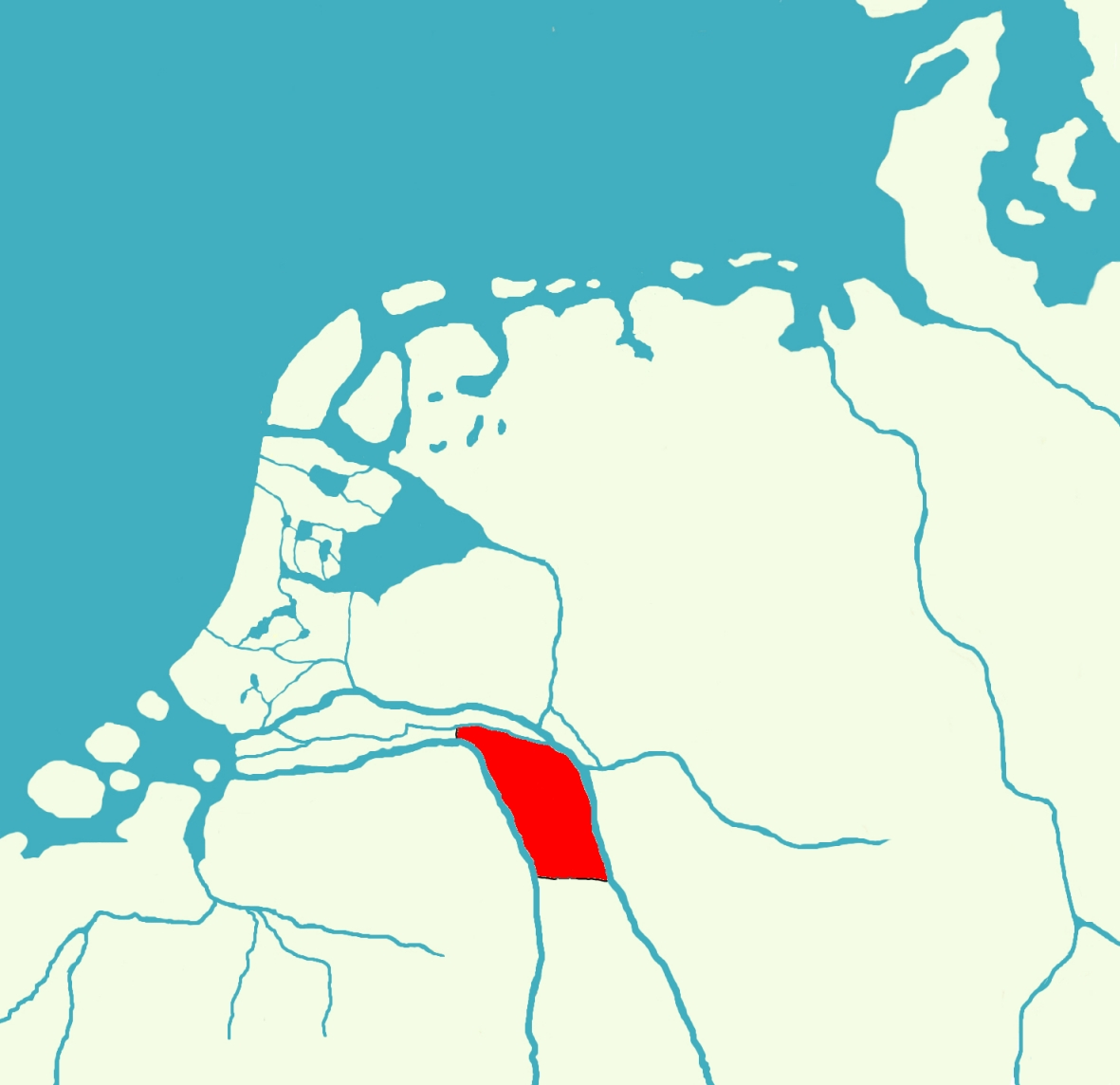
Hettergouw в нижнем Рейне в Франкской империи, названный в честь Hetware.

Хаттуарии, также Аттоарии — племя франков. Первоначально они жили к северу от Рейна в районе современной границы между Германией и Нидерландами, но затем двинулись на юг в IV веке и стали жить по обеим берегам Рейна.
Согласно Веллею Патеркулу, в 4 году н.э. император Тиберий пересёк Рейн, сначала напав на племя, которое комментаторы называют по-разному — кананефаты или хамавы, оба находились на территории современных Нидерландов, затем чаттуары, а затем бруктеры между Эмсом и Липпе, где-то к северу от современного Рурского района Германии. Отсюда следует, что чаттуары жили где-то на западе Вестфалии.
Страбон упоминает чаттуаров как одно из некочевых северных германских племён в группе наряду с херусками, хаттами и гамбривиями (он также противопоставлял им другие некочевые племена, предположительно находящиеся у океана, сугамбры, «чаубы», бруктеры и кимвры, «а также каучи, каульчи, кампсианы»). Страбон также отмечает их как одно из племён, которые объединились под предводительством херусков и стали бедными после поражения от Германика. Очевидно, они появились во время его триумфа в 17 году н.э. вместе с каульчи, кампсани, бруктерами, усипами, херусками, хаттами, ландами и тубаттами.
Нет единого мнения о какой-либо связи между хаттуариями и либо похожими по звучанию хаттами, либо, что менее вероятно, хасуариями, которые также жили в аналогичном регионе Германии и также упоминаются в текстах римской эпохи.
Хаттуарии снова появляются в исторических записях в IV веке, живя на Рейне среди первых племён, известных как франки. Аммиан Марцеллин сообщает, что император Юлиан перешёл границу Рейна из Ксантена и...

… вошёл в район, принадлежащий франкскому племени, называемому аттуариями, людьми с буйным характером, которые в тот самый момент беззаконно грабили районы Галлии. Он напал на них неожиданно, когда они не опасались никаких враждебных мер, а отдыхали в воображаемой безопасности, полагаясь на крутизну и трудность дорог, ведущих в их страну, по которым ни один государь на их памяти никогда не проезжал.
Оригинальный текст (англ.)...entered the district belonging to a Frank tribe, called the Attuarii, men of a turbulent character, who at that very moment were licentiously plundering the districts of Gaul. He attacked them unexpectedly while they were apprehensive of no hostile measures, but were reposing in fancied security, relying on the ruggedness and difficulty of the roads which led into their country, and which no prince within their recollection had ever penetrated.
— 
Некоторые из них (лаэты) также поселились во Франции pagus attuariorum к югу от Лангра в III веке.
При франках название хаттуарии использовалось для обозначения двух раннесредневековых гау по обе стороны Рейна, к северу от рипуарских франков, чья столица находилась в Кёльне. С восточной стороны они находились у реки Рур, а за Рейном поселились у реки Нирс, между Маасом и Рейном, где римляне намного раньше поселили кугернов. Этот западный гау (нидерл. Hettergouw, нем. Hattuarien) упоминается в Мерсенском договоре в 870 году нашей эры.
Хаттуарии также могут появляться в поэме «Беовульф» как «Хетвары», где они, вероятно, образуют союз вместе с хугасами (которые могут быть хавками) и фризами для борьбы с гётскими набегами из Дании. Гёты побеждены, их король Хигелак убит, Беовульф убегает один. Согласно Видсиду, Хетвера были управляемы гуннами.